# Kate Upton
Katherine Elizabeth Upton (Michigan, 10 de junho de 1992) é uma atriz e supermodelo norte-americana.

## Biografia
Kate Upton nasceu em São José (Michigan) e cresceu em Melbourne (Flórida). Ela tem três irmãos e irmãs. Seu tio é Fred Upton, o deputado do sexto Distrito Congresso de Michigan.
Como uma amazona, Kate Upton participou do "American Paint Horse Association", competindo a nível nacional. Com seu cavalo Roanie Pony, ganhou em diferentes faixas etárias inúmeros campeonatos organizados pela APHA, para um total de cinco. Além disso, Upton terminou em terceiro no geral APHA Juventude Top 20. Com um segundo cavalo Zipped, continuou a ter mais vitórias, terminando no Top 5 "14-18 e 14-18 Prazer Horsemanship ocidental" de 2009. Em 2013 o seu património foi avaliado em 2 milhões de dólares. Em 2014, protagonizou ao lado de Cameron Diaz, Leslie Mann e Nikolaj Coster-Waldau, a comédia Mulheres ao Ataque.